# Varifula fulvaria
Varifula fulvaria är en fjärilsart som beskrevs av Blanchard 1852. Varifula fulvaria ingår i släktet Varifula och familjen vecklare. Inga underarter finns listade i Catalogue of Life.